# Red Ética y Democracia
Red Ética y Democracia (RED) ist eine 2005 gegründete gemäßigt linke politische Bewegung Ecuadors, die von León Roldós angeführt wird. Bei den Parlamentswahlen 2006 gewann sie fünf Parlamentssitze, davon vier in Wahlbündnissen mit der Izquierda Democrática (ID) auf Provinzebene. Der Vorsitzende León Roldós belegte als gemeinsamer Kandidat von RED und ID bei den Präsidentschaftswahlen im selben Jahr mit 14,8 % den vierten Platz. RED war in der Verfassunggebenden Versammlung mit vier Sitzen vertreten, konnte aber nicht in die Nationalversammlung 2009 einziehen.

## Geschichte
Die Partei entstand 2005 als Wahlplattform von León Roldós für die Präsidentschaftswahl 2006. Roldós ist seit den 1980er Jahren ein bekannter linksorientierter Politiker in Ecuador, dessen Bruder Jaime Roldós von 1979 bis zu seinem Tod 1981 Präsident des Landes war. León Roldós war bereits 1992 (für die Sozialistische Partei Ecuadors) und 2002 (für das ursprünglich von Freddy Ehlers gegründete Movimiento Ciudadano Nuevo País) Präsidentschaftskandidat gewesen. 2002 war Roldós zunächst als Kandidat der sozialdemokratischen Partei Izquierda Democrática (ID) oder als gemeinsamer Kandidat letzterer mit der Sozialistischen Partei, der Roldós angehörte, im Gespräch gewesen. Izquierda Democrática hatte sich schließlich jedoch für ihren Vorsitzenden Rodrigo Borja und gegen Roldós entschieden, weshalb dieser eine unabhängige Kandidatur anstrebte und letztlich mehr Stimmen als Borja erhielt. Roldós profilierte sich im Wahlkampf als parteiunabhängige Figur der Erneuerung und Transparenz und verwies auf seine Arbeit als Rektor der staatlichen Universität Guayaquil. Er ist weiterhin der bedeutendste Vertreter sozialistischer bzw. sozialdemokratischer Tendenzen in der bisher vom konservativen Partido Social Cristiano dominierten Großstadt Guayaquil. Nach dem Wahlsieg Rafael Correas 2006 arbeitet seine Partei in weiten Teilen mit dessen politisch ähnlich orientiertem Movimiento PAÍS zusammen, wobei sich Roldós aber in Einzelpunkten als Kritiker Correas bzw. der Regierungsfraktion in der Verfassunggebenden Versammlung zeigte.